# Doblina tristrigata
Doblina tristrigata är en insektsart som först beskrevs av Fraser 1951.  Doblina tristrigata ingår i släktet Doblina och familjen myrlejonsländor. Inga underarter finns listade i Catalogue of Life.